# Denkmal für Kriegsopfer von Nowohrad-Wolynskyj

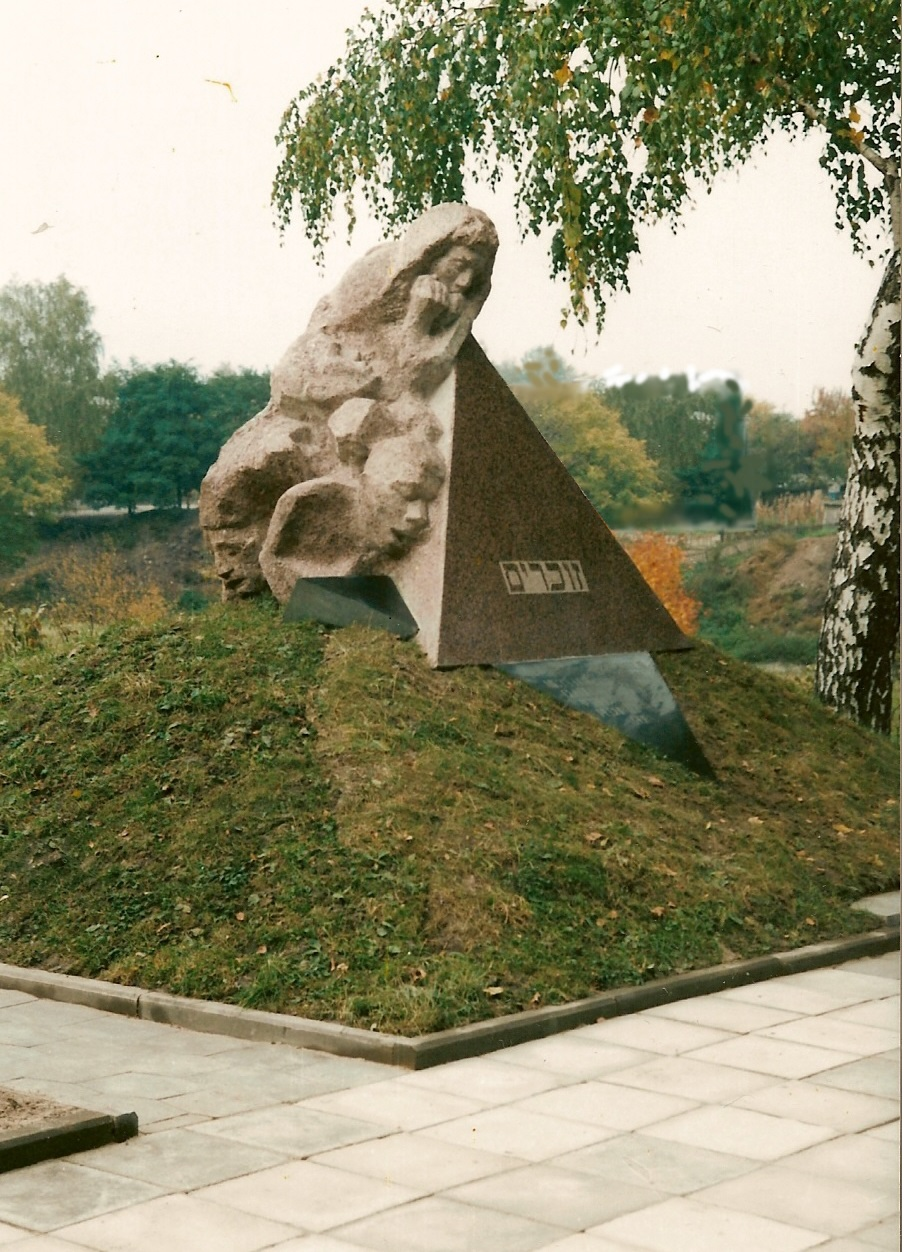
Denkmal für die Opfer des Faschismus auf dem Massengrab für die im Zweiten Weltkrieg erschossenen Juden

Das Denkmal für Kriegsopfer des Bildhauers Josef Tabachnyk steht auf dem Massengrab für die im Zweiten Weltkrieg erschossenen Juden in Nowohrad-Wolynskyj.
Es liegt neben dem Haus der Offiziere in Nowohrad-Wolynskyj, wo Frauen und Kinder im Zweiten Weltkrieg ermordet wurden. Auf rosa Granit ist eine Mutter abgebildet, die ihre gequälten Kinder im Arm hat. Zwei miteinander verbundene steinerne Pyramiden bilden zusammen einen Davidstern, auf dem auf Hebräisch die Aufschrift „Wir erinnern uns“ aufgeschrieben ist. Die schwarze Pyramide symbolisiert einen Körper, der zum Boden strebt. Die rosa Pyramide symbolisiert eine Seele, die zum Aufsteigen in den Himmel bereit ist.
Es wurde im Jahr 1995 eröffnet. Die Maße des Denkmals sind 200 × 200 × 200 cm.